# Chailland
Chailland és un municipi francès situat al departament de Mayenne i a la regió de País del Loira. L'any 2007 tenia 1.144 habitants.

## Demografia

### Població
El 2007 la població de fet de Chailland era de 1.144 persones. Hi havia 452 famílies de les quals 136 eren unipersonals (48 homes vivint sols i 88 dones vivint soles), 132 parelles sense fills, 172 parelles amb fills i 12 famílies monoparentals amb fills.
La població ha evolucionat segons el següent gràfic:
Habitants censats

### Habitatges
El 2007 hi havia 621 habitatges, 469 eren l'habitatge principal de la família, 67 eren segones residències i 85 estaven desocupats. 551 eren cases i 46 eren apartaments. Dels 469 habitatges principals, 321 estaven ocupats pels seus propietaris, 141 estaven llogats i ocupats pels llogaters i 7 estaven cedits a títol gratuït; 22 tenien una cambra, 30 en tenien dues, 77 en tenien tres, 116 en tenien quatre i 224 en tenien cinc o més. 336 habitatges disposaven pel capbaix d'una plaça de pàrquing. A 189 habitatges hi havia un automòbil i a 222 n'hi havia dos o més.

### Piràmide de població
La piràmide de població per edats i sexe el 2009 era:
| Homes | Edats   | Dones |
| ----- | ------- | ----- |
| 0     | 95 o +  | 4     |
| 0     | 90 a 94 | 8     |
| 4     | 85 a 89 | 12    |
| 8     | 80 a 84 | 4     |
| 16    | 75 a 79 | 48    |
| 40    | 70 a 74 | 36    |
| 16    | 65 a 69 | 20    |
| 36    | 60 a 64 | 48    |
| 32    | 55 a 59 | 28    |
| 28    | 50 a 54 | 24    |
| 32    | 45 a 49 | 28    |
| 24    | 40 a 44 | 24    |
| 52    | 35 a 39 | 32    |
| 56    | 30 a 34 | 60    |
| 48    | 25 a 29 | 36    |
| 44    | 20 a 24 | 40    |
| 28    | 15 a 19 | 24    |
| 20    | 10 a 14 | 36    |
| 36    | 5 a 9   | 48    |
| 40    | 0 a 4   | 16    |

## Economia
El 2007 la població en edat de treballar era de 680 persones, 533 eren actives i 147 eren inactives. De les 533 persones actives 509 estaven ocupades (285 homes i 224 dones) i 24 estaven aturades (11 homes i 13 dones). De les 147 persones inactives 54 estaven jubilades, 58 estaven estudiant i 35 estaven classificades com a «altres inactius».

### Ingressos
El 2009 a Chailland hi havia 472 unitats fiscals que integraven 1.183 persones, la mediana anual d'ingressos fiscals per persona era de 16.012,5 €.

### Activitats econòmiques
Dels 46 establiments que hi havia el 2007, 1 era d'una empresa extractiva, 3 d'empreses alimentàries, 4 d'empreses de fabricació d'altres productes industrials, 10 d'empreses de construcció, 8 d'empreses de comerç i reparació d'automòbils, 3 d'empreses de transport, 5 d'empreses d'hostatgeria i restauració, 3 d'empreses financeres, 1 d'una empresa immobiliària, 5 d'empreses de serveis, 1 d'una entitat de l'administració pública i 2 d'empreses classificades com a «altres activitats de serveis».
Dels 18 establiments de servei als particulars que hi havia el 2009, 1 era una oficina d'administració d'Hisenda pública, 1 oficina de correu, 1 una oficina bancària, 3 tallers de reparació d'automòbils i de material agrícola, 3 paletes, 2 guixaires pintors, 2 fusteries, 2 lampisteries, 2 perruqueries i 1 restaurant.
Dels 2 establiments comercials que hi havia el 2009, 1 era una botiga de més de 120 m² i 1 una fleca.
L'any 2000 a Chailland hi havia 56 explotacions agrícoles que ocupaven un total de 2.300 hectàrees.

## Equipaments sanitaris i escolars
L'únic equipament sanitari que hi havia el 2009 era una farmàcia.
El 2009 hi havia 2 escoles elementals.

## Poblacions més properes
El següent diagrama mostra les poblacions més properes.